# Jean-Baptiste Riché
Jean-Baptiste Riché (Grande-Rivière-du-Nord, circa 1777-1780 - Puerto Príncipe, 27 de febrero de 1847) fue un militar haitiano y Presidente de Haití entre el 1 de marzo de 1846 y el 27 de febrero de 1847.
Riché nació como esclavo libre, hijo de un prominente militar en la provincia norte francesa de Saint-Domingue. Su padre fue sargento en la milicia colonial. Riché participó junto a los alzados en la Revolución Haitiana hacia 1801. Posteriormente, Riché participó en las fuerzas de Henri Christophe, quien en 1807 le concedió el grado de general y comandante de su ejército. Durante la guerra entre Alexandre Petion y Christophe, Riché participó en la Batalla de Siebert del 1 de enero de 1807. Durante el asedio de Port-au-Prince en 1811, Riché comandó el ejército de Christophe. 
Durante el mandato de Jean-Louis Pierrot iniciado en 1845, el intento de reformar el gobierno condujo a una rebelión en las provincias de Port-au-Prince y Artibonite en 1846. La armada rebelde proclamó Presidente de Haití a Riché el 1 de marzo de 1846. 
Uno de sus primeros actos como gobernante, fue reinstaurar la Constitución de Haití de 1816. El Consejo de Estado lo declaró Presidente de Haití y a su vez, Riché convirtió al Consejo de Estado en Senado y le encargó la redacción de una nueva Constitución, la cual se aprobó en noviembre de 1846 y otorgó la presidencia vitalicia al propio Riché. 
Riché falleció el 27 de febrero de 1847, siendo reemplazado como Presidente por Faustin-Élie Soulouque.